# Rudolf Schwarz (politik)
Rudolf Schwarz (10. listopadu 1882 Donovaly – 18. února 1966) byl slovenský a československý politik a meziválečný poslanec Národního shromáždění za Autonomistický blok.

## Biografie
Za první světové války působil v československých legiích. Podle údajů z roku 1937 byl profesí správce státní lidové školy v Pohorelé.
Po parlamentních volbách v roce 1935 získal poslanecké křeslo v Národním shromáždění za Autonomistický blok – širší politickou alianci, kterou vytvořila Hlinkova slovenská ľudová strana. Mandát získal až dodatečně v říjnu 1937, jako náhradník poté, co zemřel poslanec Martin Rázus.
V prosinci 1938 byl zvolen ve volbách do Sněmu Slovenskej krajiny. Profesně se uvádí jako legionář a správce-učitel, bytem Banská Bystrica. Na mandát rezignoval 17. listopadu 1941.